# Ставудин
Ставудин (2',3'-дидегидро-2',3'-дидеокситимидин, d4t, фирменное наименование Zerit) — антиретровирусный препарат для профилактики и лечения ВИЧ/СПИДа.
Всемирной организацией здравоохранения включён в перечень основных лекарственных средств.
Правительством Российской Федерации Ставудин включён в перечень Жизненно необходимых и важнейших лекарственных препаратов.

## Нежелательные явления
Основной тяжёлый побочный эффект препарата — периферическая невропатия, которая может быть откорректирована путём снижения дозировки. Ставудин в лабораторных тестах показал генотоксический эффект, но в клинических дозах канцерогенные эффекты отсутствуют. Он также является одним из наиболее вероятных противовирусных препаратов, который вызывает липодистрофию, и по этой причине Ставудин перестал считаться подходящим лечением для большинства пациентов в развитых странах.
В Таиланде используется HLA-B*4001 в качестве генетического маркера для предсказания, у каких пациентов будет развиваться ставудин-ассоциированная липодистрофия, чтобы избежать или сократить применение ставудина.
Препарат до сих пор используется в первой линии терапии в условиях ограниченных ресурсов, например, в Индии. Только в случае развития периферической нейропатии или в случае наступления беременности ставудин там заменяют на зидовудин.
30 ноября 2009 года Всемирная организация здравоохранения заявила, что «[ВОЗ] рекомендует странам прекратить использование Ставудина, или d4t, из-за его долгосрочных необратимых побочных эффектов. Ставудин до сих пор широко используется в терапии первой линии в развивающихся странах из-за его низкой стоимости и широкой доступности. Зидовудин (azt) или тенофовир (tdf с) рекомендуются как менее токсичные и не менее эффективные альтернативы».

## Механизм действия
Ставудин представляет собой аналог тимидина. Он фосфорилируется под действием клеточных киназ в активный трифосфат. Ставудина трифосфат ингибирует обратную транскриптазу ВИЧ, конкурируя с естественным субстратом, тимидин трифосфатом. Это приводит к прекращению репликации ДНК.
Одновременное применение зидовудина не рекомендуется, так как это может тормозить внутриклеточное фосфорилирование ставудина. Другие анти-ВИЧ препараты не обладают этим свойством.

## Фармакокинетика
Быстро и полностью всасывается при приёме внутрь. Максимальная концентрация достигается через 1 час. Не кумулирует. Незначительная часть связывается с белками плазмы, около половины — с форменными элементами. Период полувыведения составляет 1,7-3,5 ч. Более 30 % выводится почками в неизменённом виде, при тяжёлом нарушении их функции период полувыведения удлиняется до 8 часов. В течение суток с мочой выводится 40 %.

## История
Ставудин был впервые синтезирован в 1960-е годы Джеромом Хорвицем. Впоследствии препарат был пересмотрен в качестве анти-ВИЧ агента в Бельгии. Ставудин был разработан доктором Уильямом Прусоффом (William Prusoff) и доктором Тай-Сюн Лин (Tai-Shun Lin), получил одобрение от FDA 24 июня 1994 для взрослых и 6 сентября 1996 года для использования в педиатрии. Дополнительное одобрение получено в 2001 году. Ставудин это четвёртый антиретровирусный препарат на рынке, его патент истёк в Соединённых Штатах 25 июня 2008 года.